# Église Saint-Ampelio (Bordighera)
L’église Saint-Ampelio est située sur le cap Saint-Ampelio, au fond de la promenade « Lungomare Argentina » à Bordighera en Ligurie. L'édifice fait partie des biens protégés par la Surintendance pour les biens architecturaux et les paysages de la Ligurie.

## Historique
L’église actuelle a été bâtie au XIe siècle en pur style roman. Elle dépendait de la puissante abbaye bénédictine de Montmajour en Provence. L’édifice a été agrandi au XVe et XVIIe siècles et c’est à cette époque que l'on plaça la statue de saint Ampelio sur l’autel de l’église. La crypte, illuminée par des ouvertures, conserve un bloc carré de pierre de la Turbie, qui, selon la légende, aurait été le lit de saint Ampelio et la couche sur laquelle il mourut le 5 octobre 428.
En 1140, la république de Gênes, à la suite d'une insurrection de la population de Bordighera, décida, pour punir les locaux, de déplacer les reliques du saint dans l'église Santo Stefano, de la ville fidèle de Sanremo. 
Le 14 mai 1258, la ville de Gênes décida à nouveau de déplacer les reliques de saint Ampelio, cette fois directement à Gênes, dans l'abbaye Santo Stefano. C’est à cette occasion que saint Ampelio, qui était, selon la légende, forgeron de métier, fut choisi comme leur patron. 
En 1947, l'archevêque de Gênes, Giuseppe Siri, décide de rendre les reliques du saint à Bordighera. Les reliques du saint  revinrent à Bordighera le 16 août, par la mer. Il a été porté en procession par la foule, à l'église Sainte-Marie-Madeleine, où il repose encore aujourd’hui. 
En 2014 l’église a été entièrement restaurée et rouverte au public le 24 mai 2015.

## Curiosités
Les festivités patronales ont lieu le 14 mai, date à laquelle les reliques ont été enlevées à la ville rivale de Sanremo. Pendant les festivités il y a toujours plusieurs manifestations, une procession et des feux d'artifice lancés derrière le cap Saint Ampelio.
Selon la légende, les premiers graines de Phoenix dactylifera ont été plantés par saint Ampelio, qui les amena avec lui depuis sa terre natale l’Égypte. C’est donc grâce à saint Ampelio que Bordighera a pu  se vanter du titre de Regina delle palme (« Reine des palmiers »).